# Fino a tre
Fino a tre è il secondo album studio del cantautore italiano Luca Napolitano, pubblicato il 14 giugno 2011 dalla Warner Music.
Il disco è stato anticipato dal singolo Fino a tre (Turn Around), registrato in duetto con la cantante svizzera TinkaBelle ed uscito in radio il 13 maggio 2011.

## Tracce
1. Fino a tre (Turn Around) (Luca Napolitano, Nicolò Fragile e Antonello Garofalo) - feat. TinkaBelle
2. Qui con me (Fabio Campedelli)
3. Piccola stella (Gianluca Giardi e Mario Nunziante)
4. Dentro me (Dario Faini)
5. Cosa sei per me (Saverio Grandi, Luca Chiaravalli)
6. Necessaria e sufficiente (Edoardo Bennato e Gino Magurno)
7. Amarsi un po (Mogol, Lucio Battisti)
8. Risvegli (Dario Faini e Massimo Greco)

## Classifiche
| Classifica (2011) | Posizione massima |
| ----------------- | ----------------- |
| Italia            | 22                |
| Svizzera          | 84                |